# Secretaría de Estado de Turismo
La Secretaría de Estado de Turismo (SETUR) es el órgano superior del Ministerio de Industria y Turismo que ejerce sus competencias sobre el sector turístico, uno de los sectores económicos más desarrollados de España, suponiendo cerca del 12,3 % del PIB y el 11,6 % del empleo total en 2023.
En este sentido, la SETUR lleva a cabo cuantas acciones sean precisas para la definición, desarrollo, coordinación y ejecución de las políticas turísticas del Gobierno de la Nación, así como las relaciones turísticas institucionales de la Administración General del Estado con organizaciones internacionales, públicas o privadas, y la cooperación turística internacional, en coordinación con el Ministerio de Asuntos Exteriores. Además, y a través del Instituto de Turismo de España (TURESPAÑA), cuya presidencia ostenta el secretario de Estado, ejerce la función de promoción exterior del turismo.

## Historia
La Secretaría de Estado de Turismo aparece en España por primera vez en la Legislatura Constituyente de 1977, manteniéndose con ésta denominación hasta 1982 cuando se suprime.
El gobierno de Aznar volvió a recuperar el rango de Secretaría de Estado al integrarla en la Secretaría de Estado de Comercio y Turismo y PYME, y en su segunda legislatura de Aznar, cambio la denominación a Comercio y Turismo. Entre 2000 y 2008 se mantuvo igualmente fusionada con la Secretaría de Estado de Comercio y en 2009 recuperó la denominación original que hoy se mantiene, Secretaría de Estado de Turismo.

## Estructura
Para llevar a cabo sus funciones, la Secretaría de Estado de Turismo se estructura a través de:
- La Dirección General de Políticas Turísticas.

De la persona titular de la Secretaría de Estado de Turismo depende directamente el Gabinete, como órgano de asistencia inmediata a la misma, con nivel orgánico de subdirección general. Asimismo, para el asesoramiento jurídico posee una unidad de la Abogacía del Estado.

### Adscripciones
- Turespaña
- Fondo Financiero del Estado para la Competitividad Turística (FOCIT).
- Paradores de Turismo
- SEGITTUR

## Presupuesto
La Secretaría de Estado de Turismo tiene un presupuesto asignado de 288 716 690 € para el año 2023. De acuerdo con los Presupuestos Generales del Estado para 2023, la SETUR participa en cuatro programas:
| N.º Programa                                            | Programa                                                                                               | Dotación      | Ref.  |
| ------------------------------------------------------- | --- | ------------- | ----- |
| 432A                                                    | Coordinación y promoción del turismo                                                                   | 167 559 940 € | [ 4 ] |
| 432A                                                    | Coordinación y promoción del turismo a través de la Instituto de Turismo de España                     | 103 216 750 € | [ 4 ] |
| 43ND                                                    | Actuaciones especiales en el ámbito de la competitividad a través de la Instituto de Turismo de España | 11 000 000 €  | [ 5 ] |
| 467C                                                    | Investigación y desarrollo tecnológico-industrial                                                      | 6 840 000 €   | [ 6 ] |
| 000X                                                    | Transferencias internas a través de la Instituto de Turismo de España                                  | 100 000 €     | [ 7 ] |
| Total presupuesto de la Secretaría de Estado de Turismo | Total presupuesto de la Secretaría de Estado de Turismo                                                | 288 716 690 € |       |

## Lista de SETURs
- Ignacio Aguirre Borrell (1977-1981) (1).
- Eloy Ybáñez Bueno (1981-1982) (1).
- José Manuel Fernández Norniella (1996-1998) (2)
- Elena Pisonero Ruiz (1998-2000) (2)
- Juan Costa Climent (2000-2003) (3)
- Francisco Utrera Mora (2003-2004) (3)
- Pedro Mejía Gómez (2004-2008) (4).
- Joan Mesquida Ferrando (2009-2010) (1)
- Isabel Borrego (2011-2016) (1)
- Matilde Asian González (2016-2018) (1)
- Isabel María Oliver Sagreras (2018-2020)[8]
- Fernando Valdés Verelst (2020-2022) (1)[9]
- Rosa Ana Morillo Rodríguez (2022-2024) (1)[10]
- Rosario Sánchez Grau (2024-presente) (1)[11]

(1) Turismo.
(2) Comercio y Turismo y PYME.
(3) Comercio y Turismo.
(4) Turismo y Comercio.